# Dypsis pembana
Dypsis pembana là loài thực vật có hoa thuộc họ Arecaceae. Loài này được (H.E.Moore) Beentje & J.Dransf. mô tả khoa học đầu tiên năm 1995.